# Gustavo IV Adolfo da Suécia
Gustavo IV Adolfo (Estocolmo, 1 de novembro de 1778 – São Galo, 7 de fevereiro de 1837), conhecido em sueco como Gustav IV Adolf, foi o Rei da Suécia de 1792 até sua abdicação em 1809, na sequência do Golpe de estado de 1809. Era filho do rei Gustavo III e da rainha consorte Sofia Madalena da Dinamarca. A derrota da Suécia, na sequência da invasão russa da Finlândia pelo imperador Alexandre I, em 1808, conduziu à queda de Gustavo Adolfo. Após uma revolta militar, Gustavo foi obrigado a abdicar, e teve de viver o resto da sua vida no exílio. Foi sucedido por seu tio Carlos XIII, que havia atuado como regente durante sua menoridade.